# Herbert Mehler
]

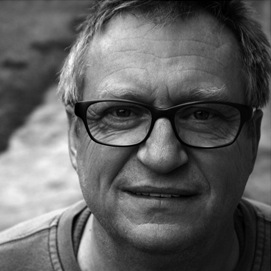
Herbert Mehler [Foto: Caroline Maas

Herbert Mehler (* 1949 in Steinau (Petersberg)) ist ein deutscher Bildhauer.

## Leben und Werk
Erste künstlerische Erfahrungen sammelte Mehler bei seinem Vater, dem Holzbildhauer Franz Mehler. Im Anschluss an seine Ausbildung als Bildhauer studierte er von 1972 bis 1976 Malerei an der Akademie der Bildenden Künste Nürnberg.
Gemeinsam mit seiner Frau, der Malerin und Bildhauerin Sonja Edle von Hoeßle, gründete er im Jahr 2000 auf einem alten Bauerngut in Riedenheim / Unterfranken das „riedenheim project“; in der Scheune, im Atelier und auf der Skulpturenwiese fanden auf über 500 m² Ausstellungen und kulturelle Veranstaltungen statt.
Werke von Mehler wurden und werden in zahlreichen Museen, Galerien und im öffentlichen Raum ausgestellt, u. a. im Schlossmuseum Aschaffenburg (1989), in der Artothek Nürnberg (1990), in der Artothek Krefeld (1998), in den Städtischen Sammlungen Schweinfurt (2000), im Wasser- und Schifffahrtsamt Schweinfurt, im Centro per l‘Arte Contemporanea „Il Conventino“ Monteciccardo/Italien (2003), im Museum am Dom und dem Museum im Kulturspeicher Würzburg (2006) sowie in der Bundesanstalt für Arbeit Nürnberg, der Landesversicherungsanstalt Unterfranken und den Badischen Stahlwerken Kehl. 2008 waren sechs Exponate aus der Serie „Kavex“ auf dem Gelände des Krankenhauses Elisabeth Herzberge, Berlin, zu sehen. Seit Juli 2009 steht am sogenannten „Skulpturenufer“ am Alten Hafen Würzburg die 7,20 m hohe Skulptur „BELLA DONNA“ von Mehler. Am Stresemann-Ufer, Mainz, wurde 2015 seine aus Cortenstahl gefertigte etwa 8 m hohe Skulptur Vita als Teil der Freiluftgalerie Mainz aufgestellt. 2017 präsentierte Mehler bei der 11. Skulpturenmeile in Ansbach unter dem Titel „Stahlwelten“ zusammen mit dem Bildhauer Thomas Röthel 37 große Plastiken. Die Kunstmeile erstreckte sich vom Hofgarten und Schlossplatz über die Promenade bis in die historische Altstadt.
Mehler und seine Frau zogen 2016 nach Eisingen, Landkreis Würzburg, und starteten dort das Erbachshof Art Project. 2018 wurde es mit der Ausstellung TOCCARE mit Installationen von Mimmo Roselli im Skulpturengarten eröffnet.
Mehler und seine Frau leben und arbeiten in Eisingen und in Kranidi (Griechenland).
Neben Stahlplastiken fertigt Mehler spezielle Zeichnungen mittels Kreide und Kohle auf Karton.

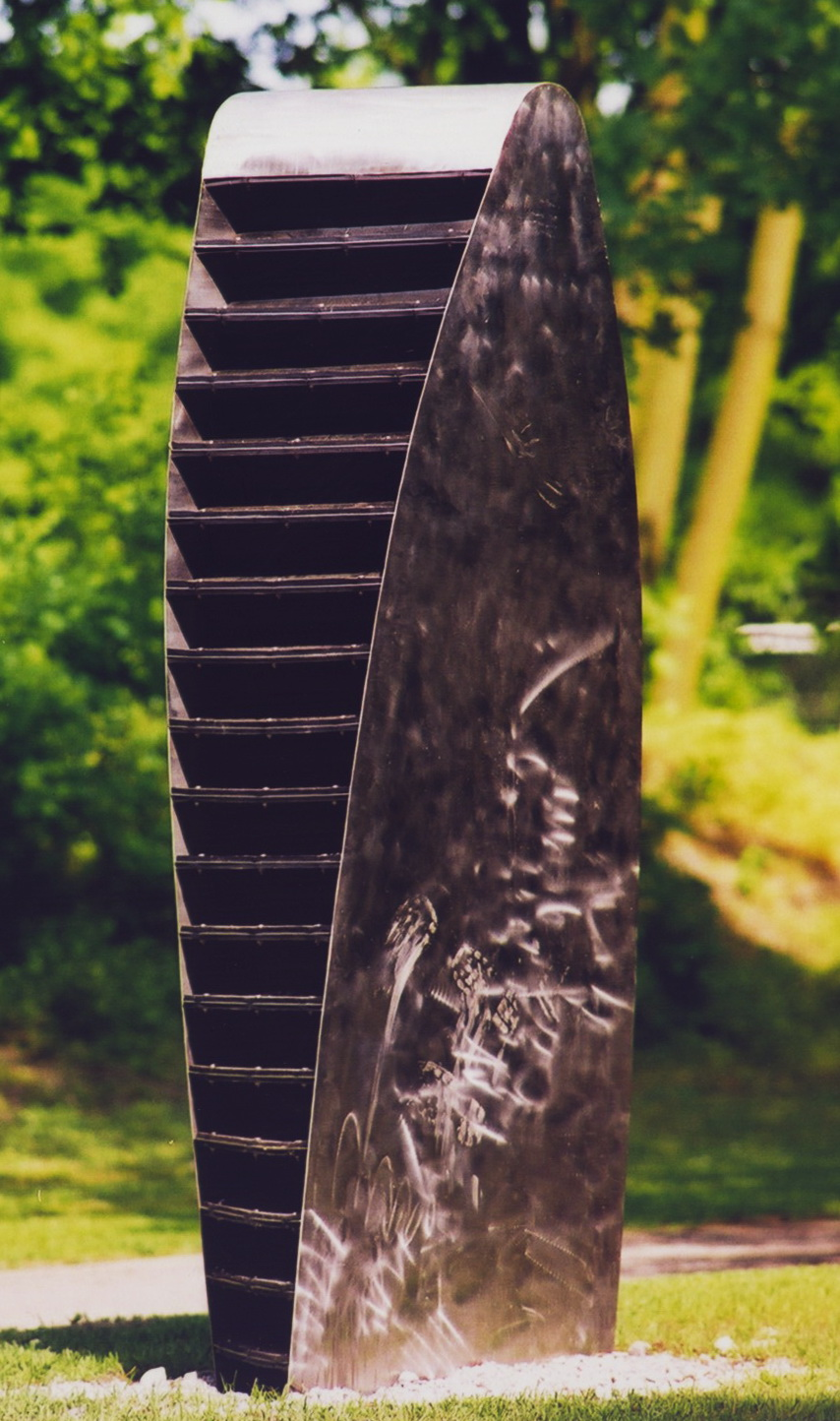
Dual 621 (1996), 99Standpunkte, Langenhagen (2000)
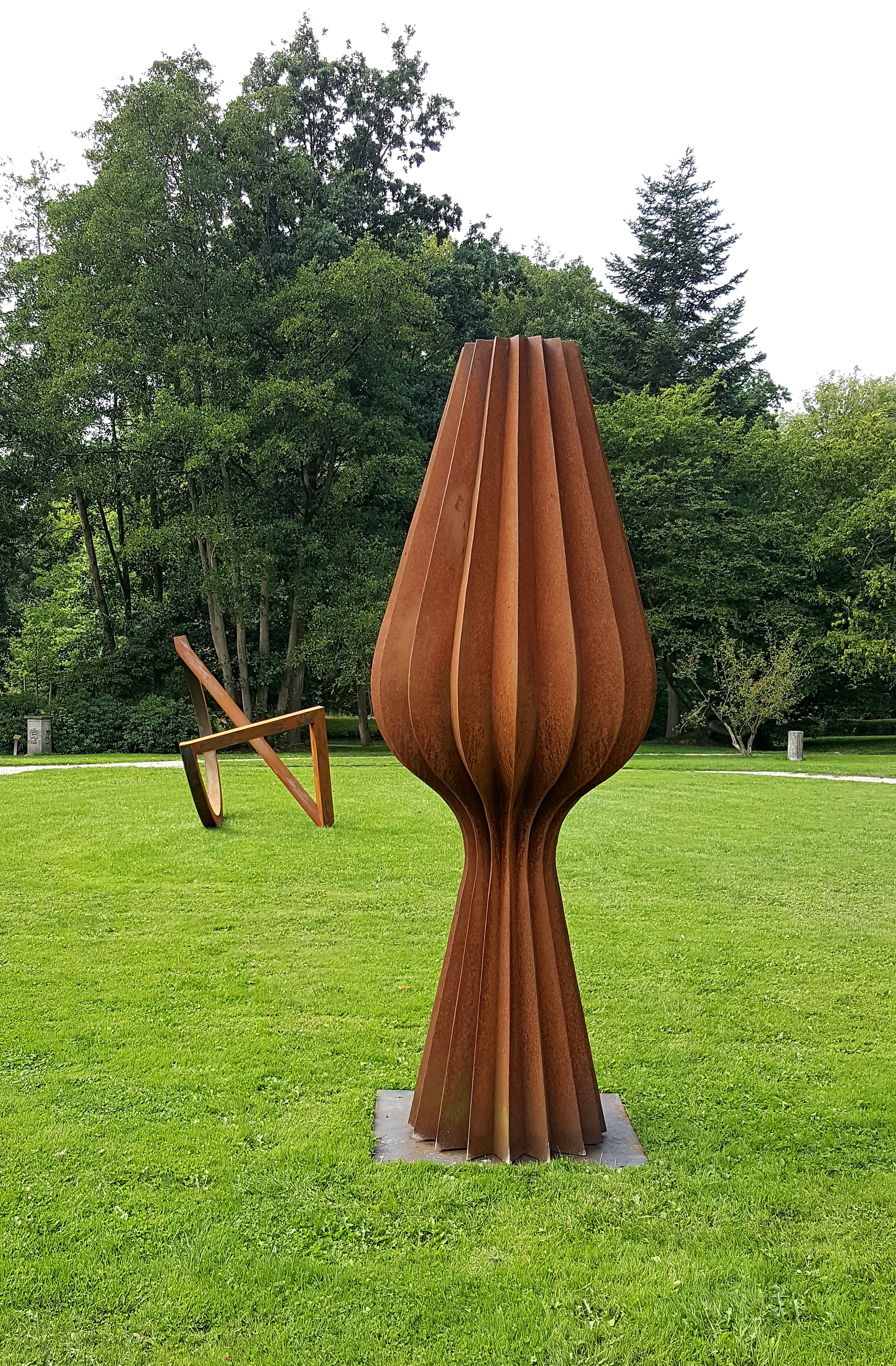
Bocciolo (2006), 290 × 120 × 120 cm, Cortenstahl
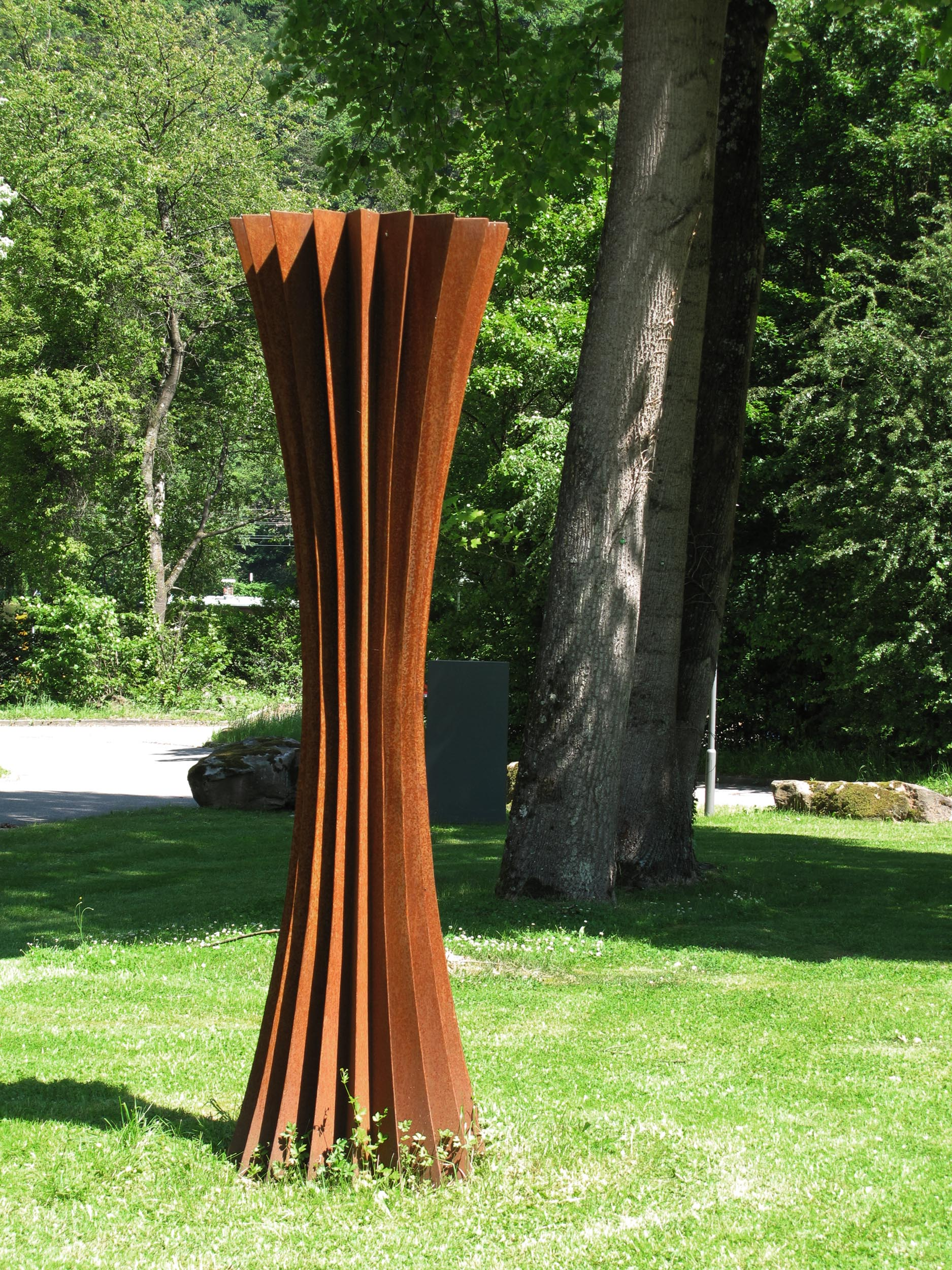
Spola (2007), Skulpturenpark Heidelberg
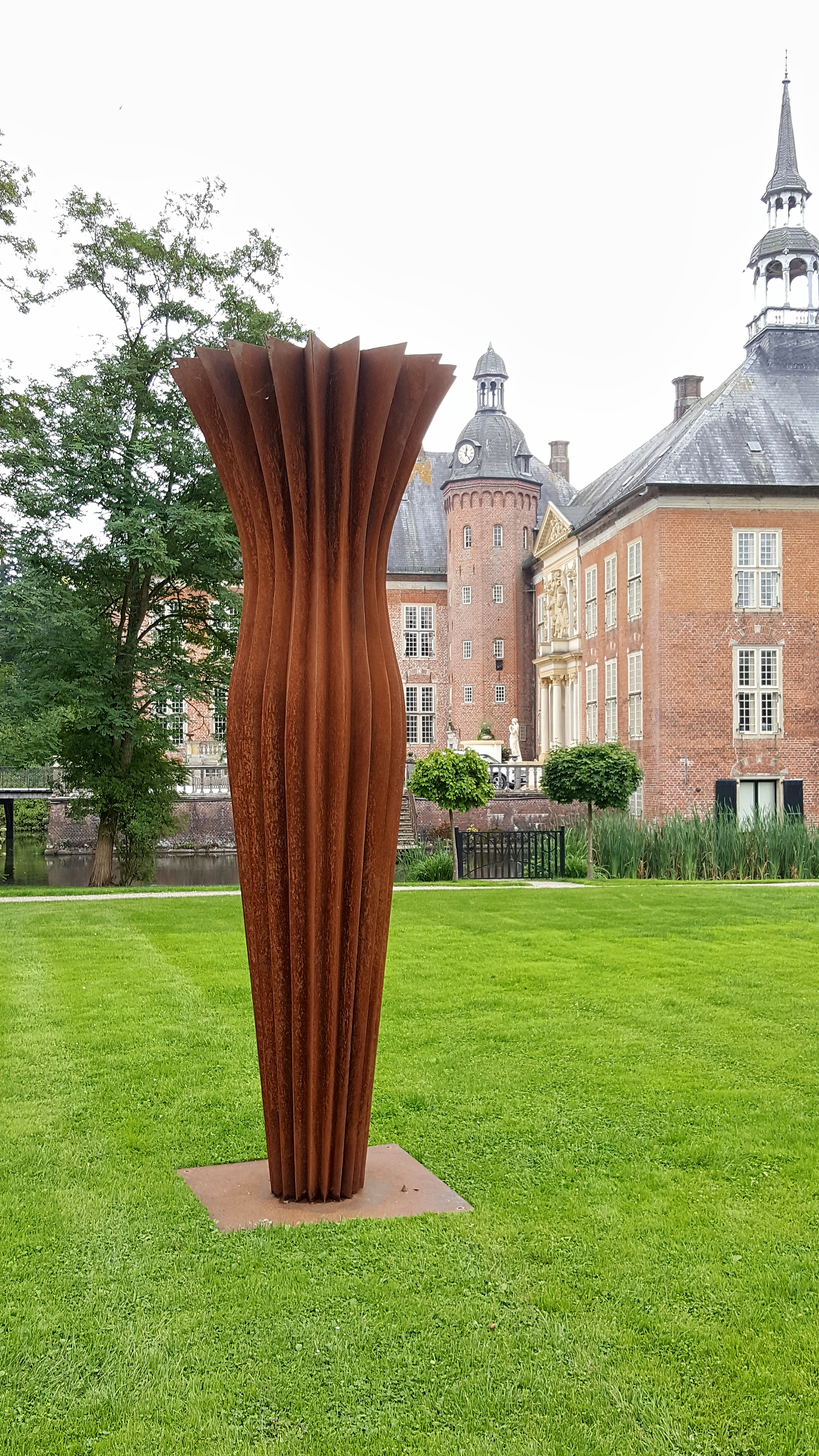
Belladonna (2008), 380 × 111 × 111 cm, Cortenstahl
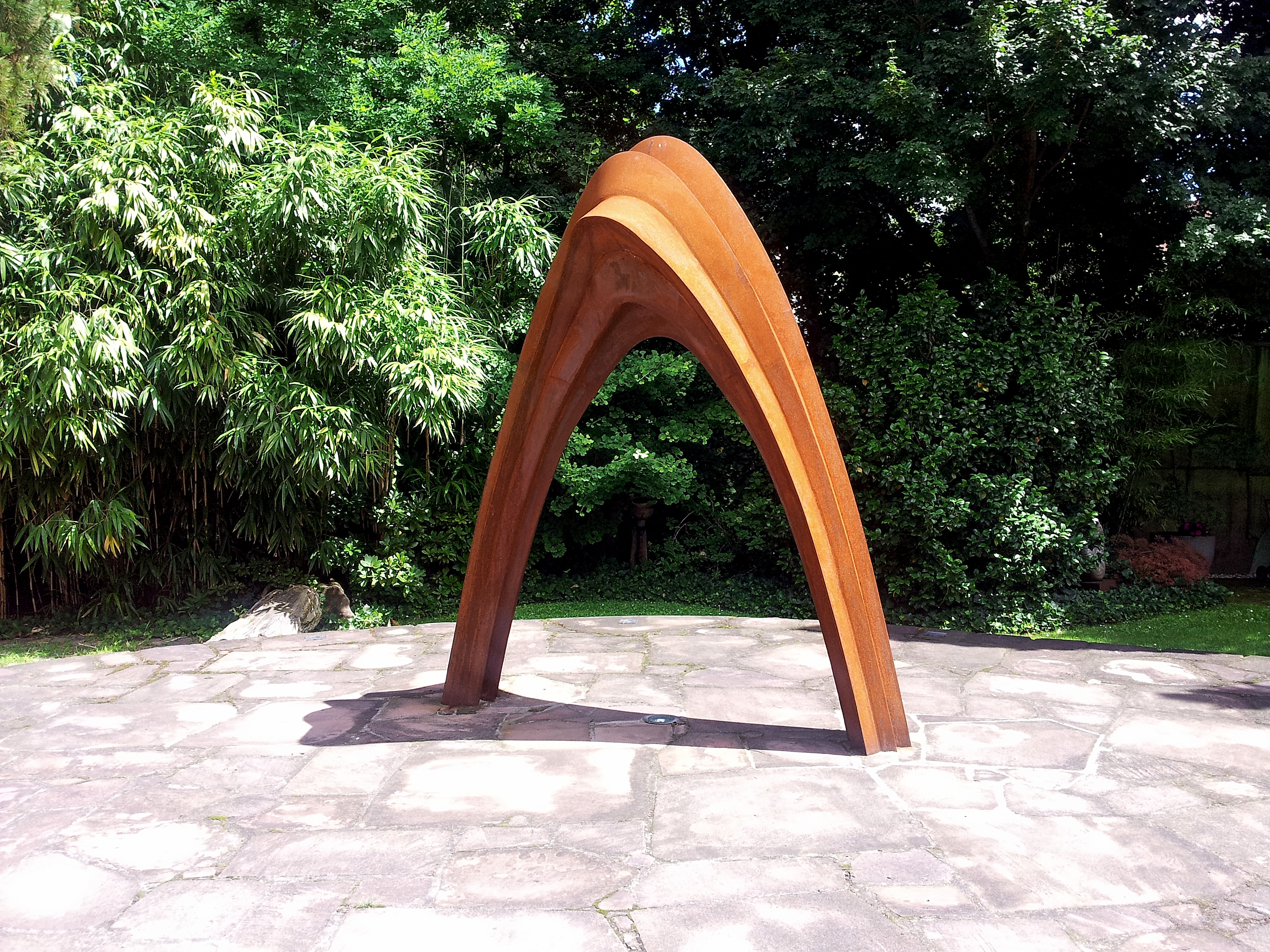
Porta (2010), 300 × 260 × 140 cm, Cortenstahl
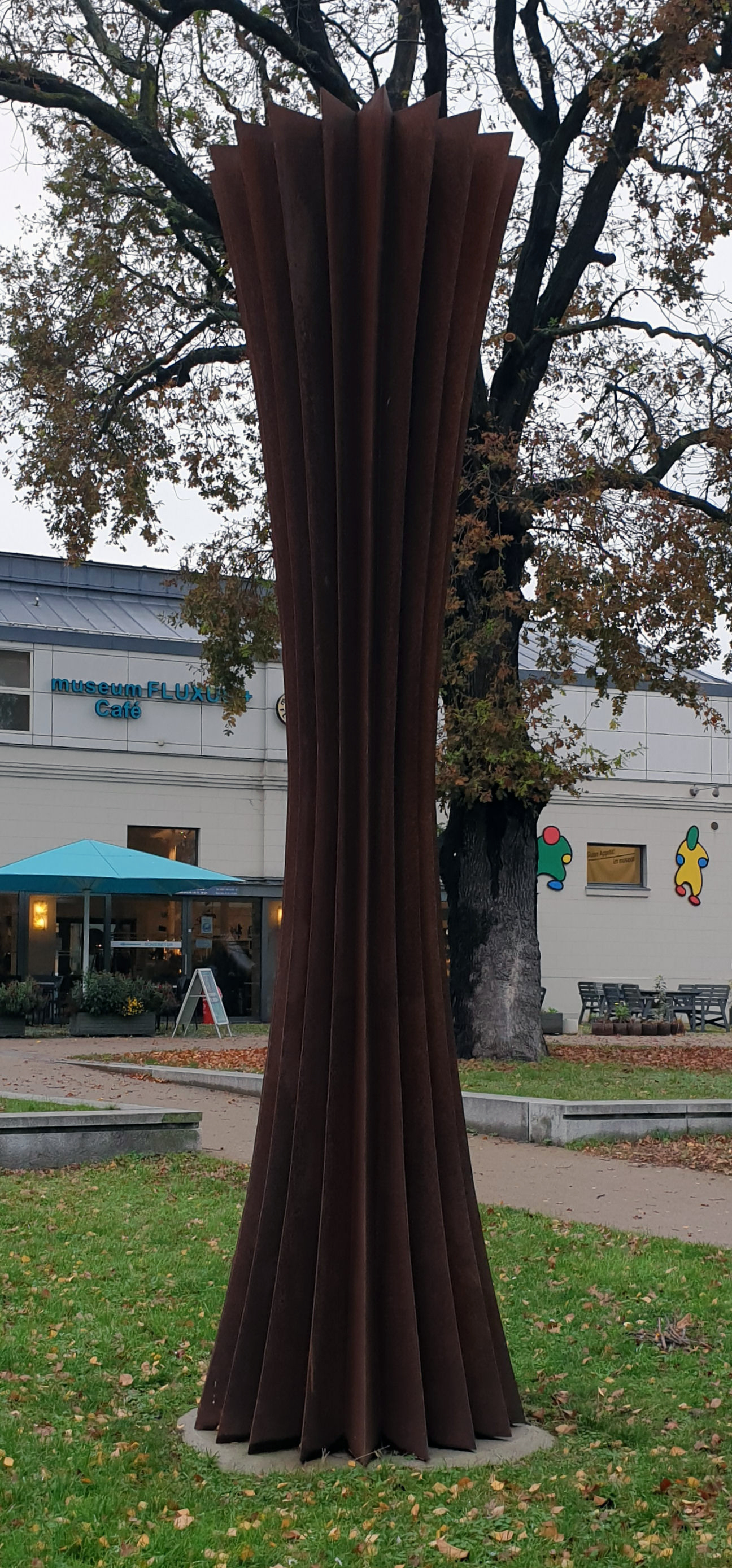
Spola (2012), Schiffbauergasse Potsdam
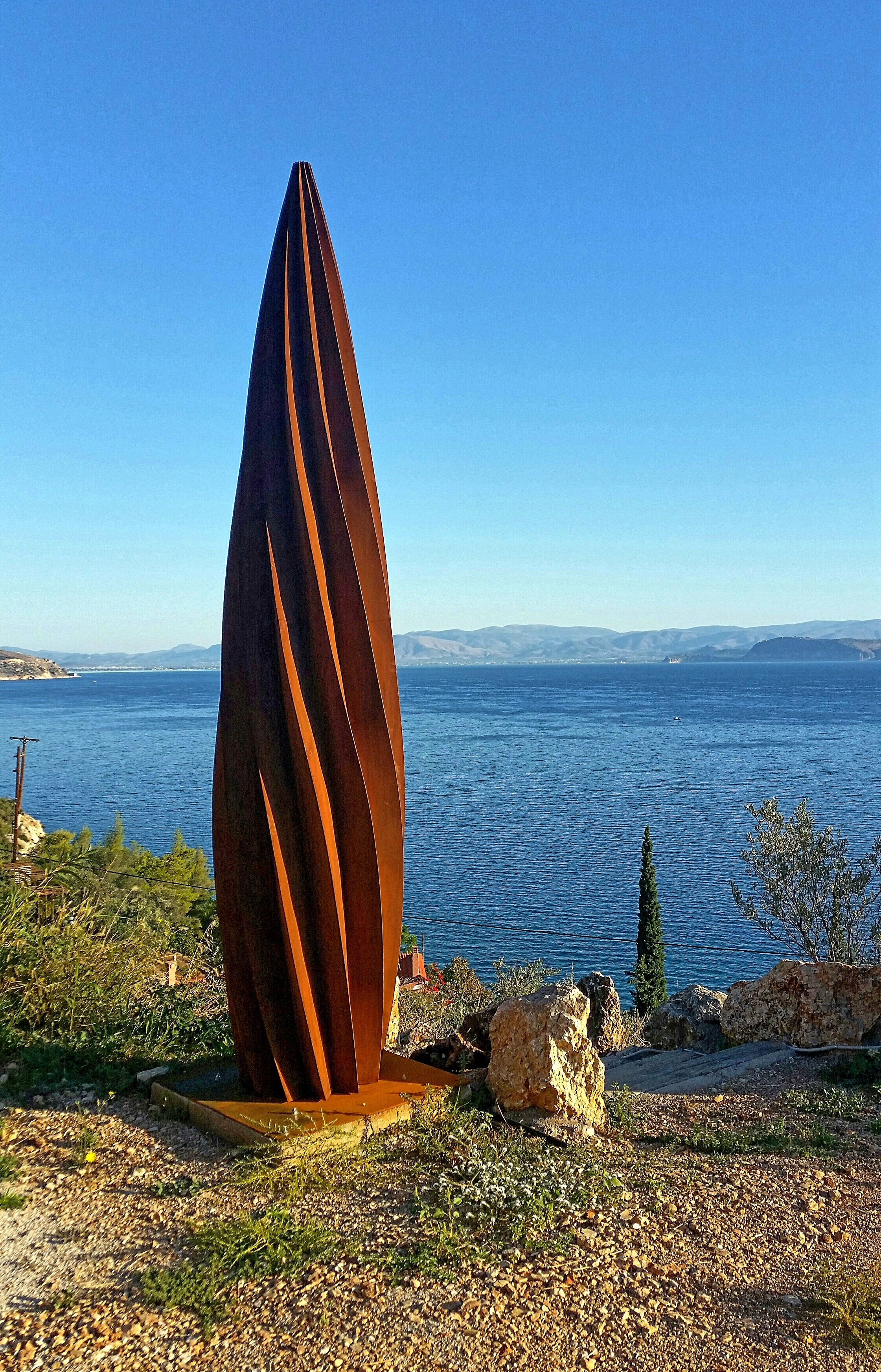
Rotazione (2016), 400 × 85 × 85 cm, Cortenstahl
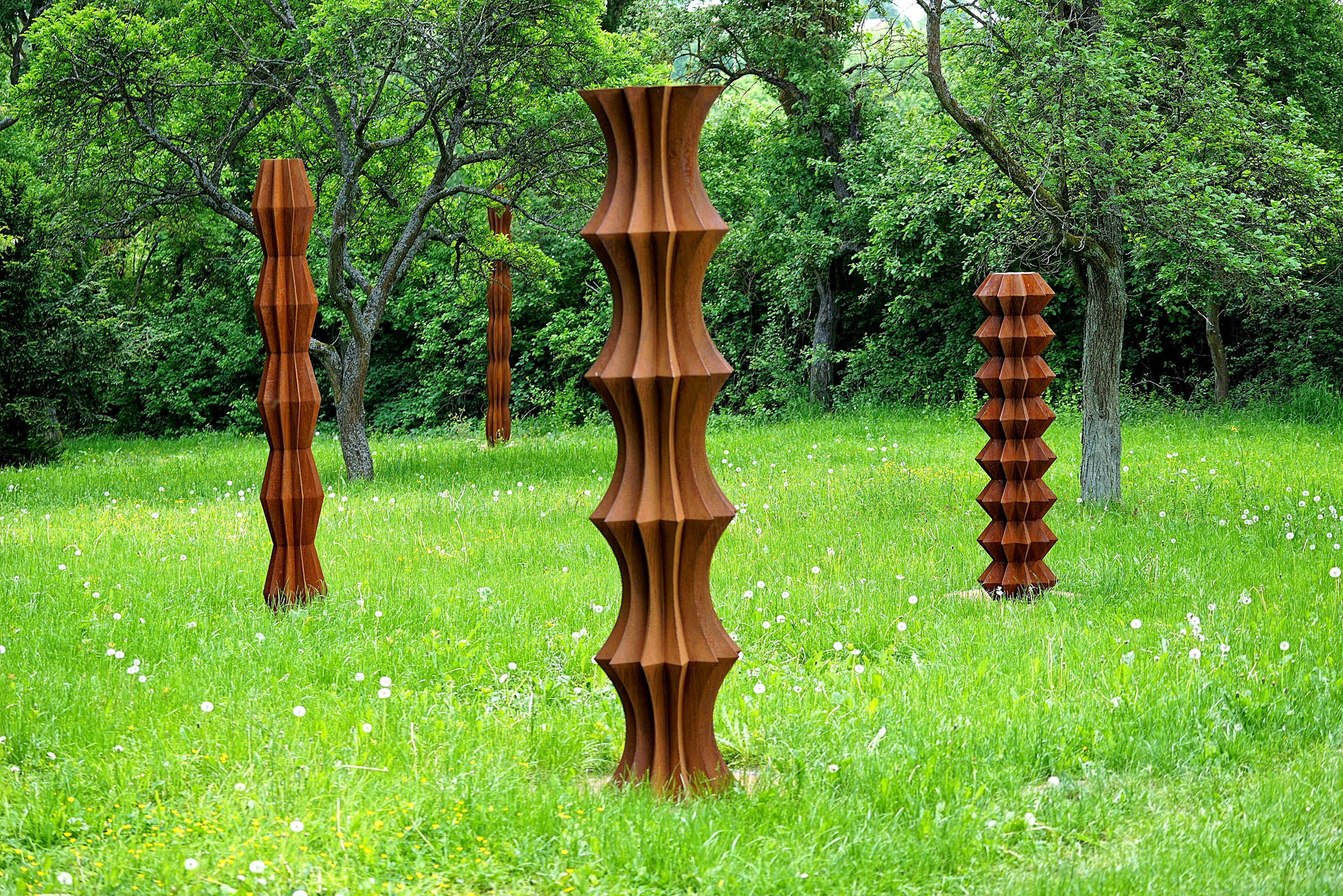
Drei Skulpturen aus der Reihe Dedicato Brancusi (2017)

## Auszeichnungen
- 1996: Anerkennungspreis der Nürnberger Nachrichten
- 2007: Kunstpreis der Nürnberger Nachrichten
- 2007: Kulturpreis der Stadt Würzburg
- 2008: 1. Preis, Skulpturen im Park 2008, Stadt Mörfelden-Walldorf

## Bibliographie

### Werkkataloge
- Schräglage. Objekte und Arbeiten auf Papier (1996). ISBN 3-927083-69-0.
- kavex. Skulpturen (2007). Mit Texten von Jürgen Lenssen und Hansdieter Erbsmehl (dt./engl.). ISBN 3-940029-01-7
- On Location. Die Werkgruppe KAVEX im öffentlichen und sakralen Raum (2009). Hrsg. von der TAMMEN Galerie Berlin, dem Museum am Dom Würzburg, dem Kunsthaus Lübeck und der Galerie Gaulin + Partner, mit Texten von Sandra Gebauer und Jürgen Lenssen. ISBN 978-3-940029-52-2